# Aartsbisdom Turijn
Het aartsbisdom Turijn (Latijn: Archidioecesis Taurinensis; Italiaans: Arcidiocesi di Torino) is een metropolitaan aartsbisdom van de Rooms-Katholieke Kerk in Italië, met zetel in Turijn. Het bisdom werd gesticht in de vierde eeuw en kreeg in 1515 van paus Leo X de status van aartsbisdom. De suffragane bisdommen zijn:
- Acqui
- Alba
- Aosta
- Asti
- Cuneo
- Fossano
- Ivrea
- Mondovì
- Pinerolo
- Saluzzo
- Susa

Het aartsbisdom heeft ongeveer 2.160.000 inwoners, waarvan 93% katholiek is. Deze worden bediend in 359 parochies. Er zijn 597 priesters actief in het aartsbisdom. De aartsbisschop van Turijn is sinds 2010 Cesare Nosiglia. Hij wordt terzijde gestaan door hulpbisschop Guido Fiandino. Sinds 1879 worden de aartsbisschoppen van Turijn normaal gesproken kardinaal gecreëerd.
In de kathedraal van het aartsbisdom wordt sinds het midden van de zestiende eeuw de Lijkwade van Turijn bewaard.

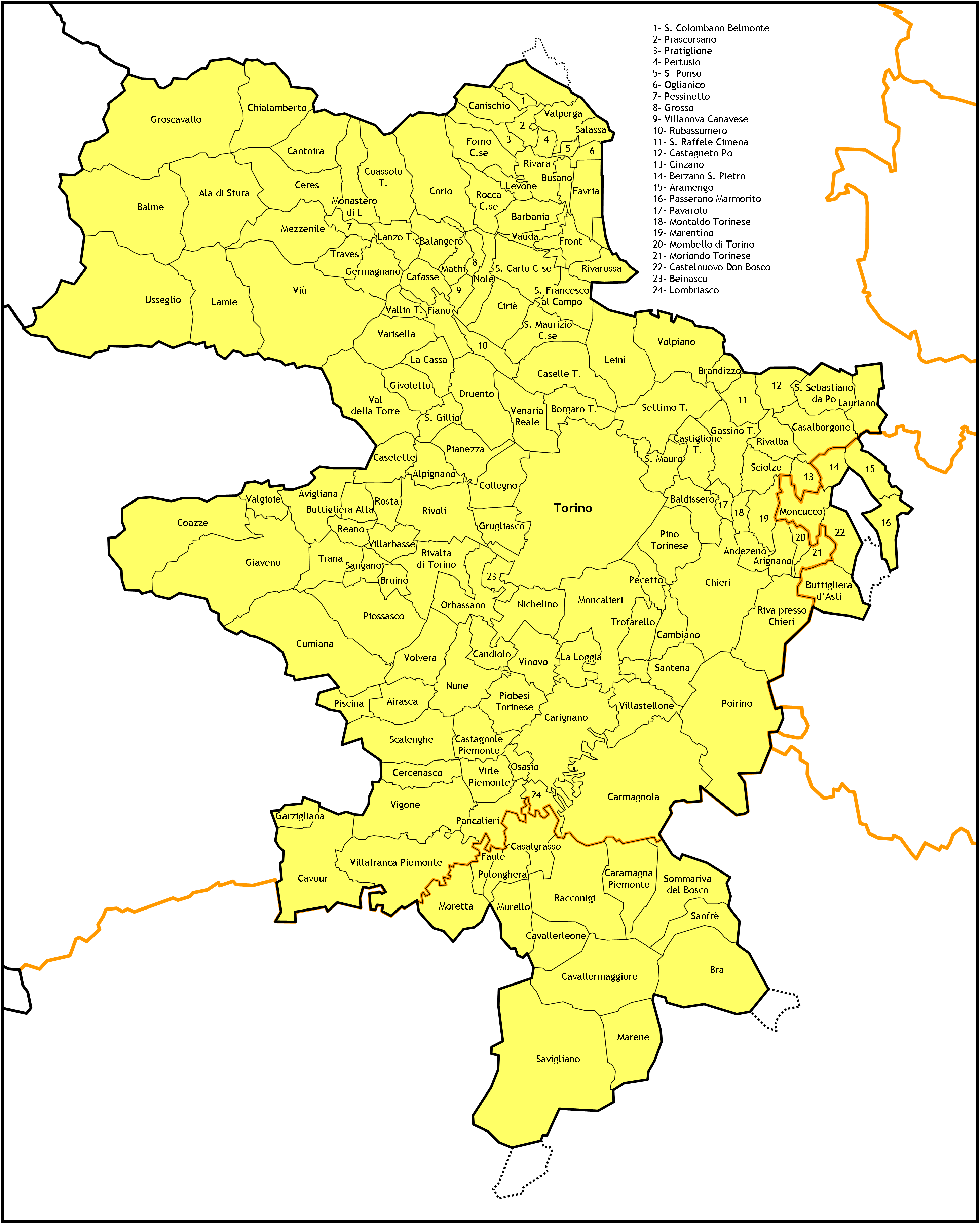
Detailkaart van het aartsbisdom
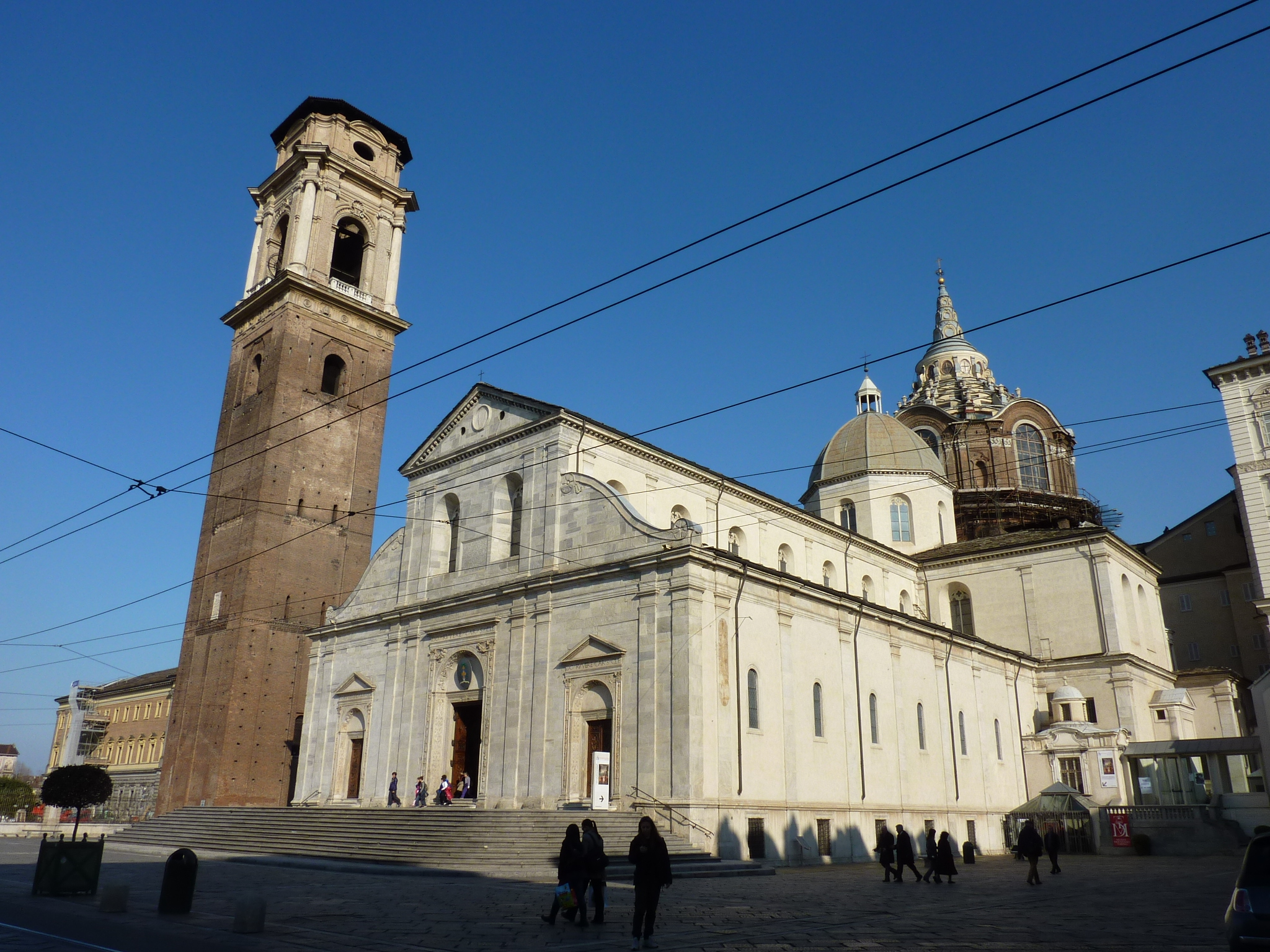
De Dom van Turijn, zetel van het aartsbisdom Turijn
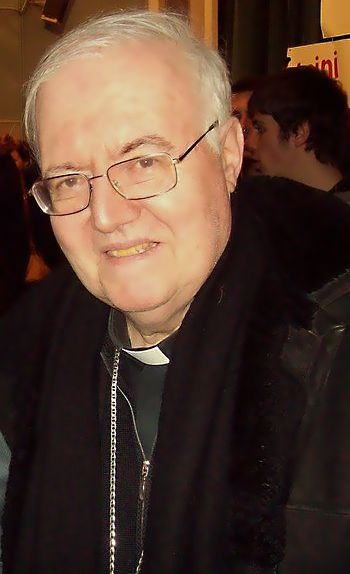
Aartsbisschop Cesare Nosiglia
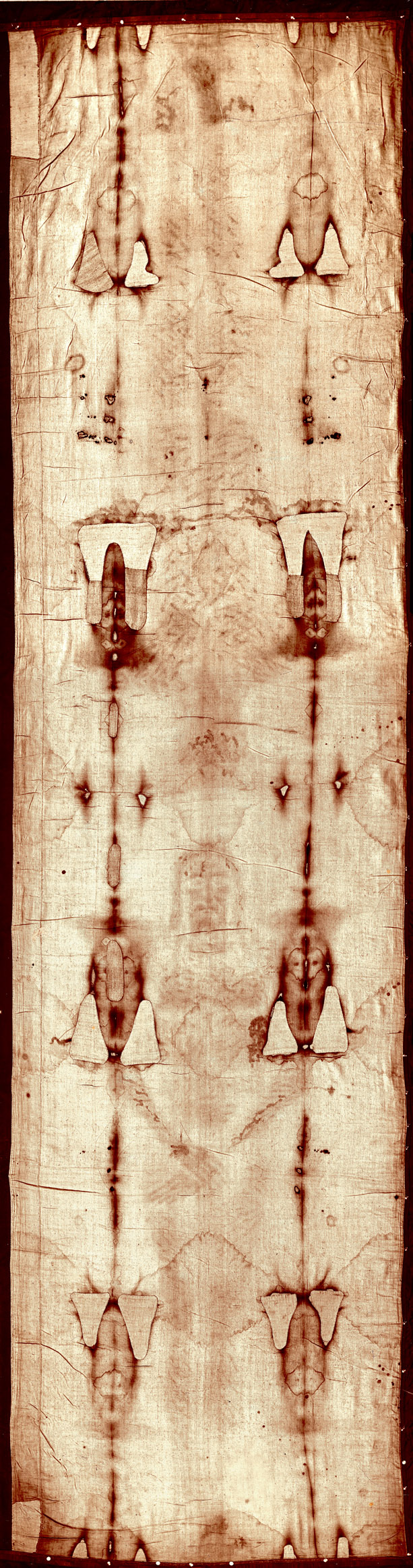
Lijkwade van Turijn

## Aartsbisschoppen van Turijn vanaf de twintigste eeuw
- Agostino kardinaal Richelmy  (1897 - 1923)
- Giuseppe kardinaal Gamba (1923 - 1929)
- Maurilio kardinaal Fossati (1930 - 1965)
- Michele kardinaal Pellegrino (1965 - 1977)
- Anastasio kardinaal Ballestrero, O.C.D.  (1977 - 1989)
- Giovanni kardinaal Saldarini (1989 - 1999)
- Severino kardinaal Poletto (1999 - 2010)
- Cesare Nosiglia (2010 - 2022)
- Roberto Repole (2022 -)